# Catocala nymphagoga
Catocala nymphagoga – gatunek motyla z rodziny mrocznicowatych i podrodziny Erebinae. W Polsce złowiony na jednym stanowisku w Pieninach (jest to najdalej na północ wysunięte stanowisko tego gatunku w środkowej Europie). Gąsienice rozwijają się na dębach.